# Montreal E-Prix
Der Montreal E-Prix ist ein Automobilrennen der FIA-Formel-E-Meisterschaft in Montreal, Kanada. Es wurde erstmals 2017 ausgetragen.

## Geschichte
Der Montreal E-Prix wird auf einer eigens dafür errichteten temporären Rennstrecke auf öffentlichen Straßen rund um das Maison de Radio-Canada ausgetragen.